# Żeglarz jachtowy

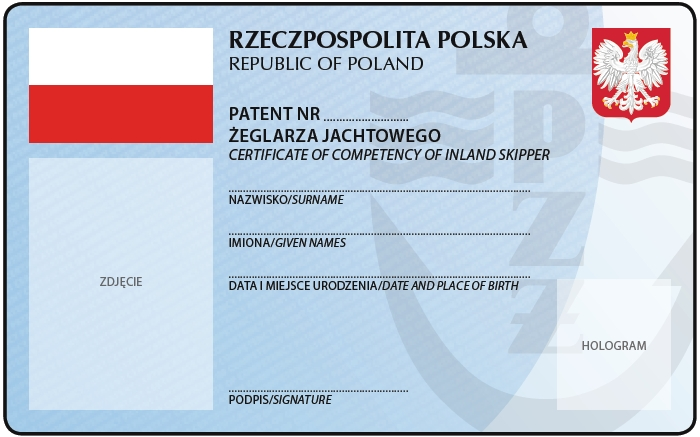
awers patentu żeglarza jachtowego z 2013 roku

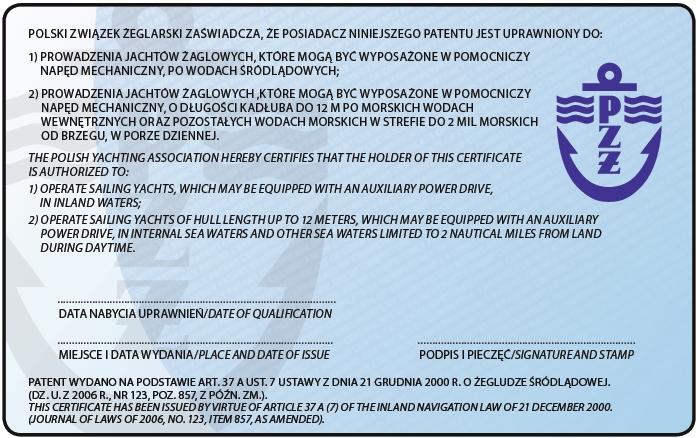
rewers patentu żeglarza jachtowego z 2013 roku

Żeglarz jachtowy – najniższy z trzech wymaganych prawem patentów żeglarskich w Polsce.

## Wymagania
- ukończenie 14. roku życia,
- zdanie egzaminu z wymaganej wiedzy i umiejętności.

## Uprawnienia
- prowadzenie jachtów żaglowych bez lub z pomocniczym napędem mechanicznym po wodach śródlądowych,
- prowadzenie jachtów żaglowych bez lub z pomocniczym napędem mechanicznym o długości kadłuba do 12 m po morskich wodach wewnętrznych oraz pozostałych wodach morskich w strefie 2 Mm od brzegu, w porze dziennej.

## Podstawa prawna
- Ustawa z 21 grudnia 2000 r. o żegludze śródlądowej (Dz.U. z 2025 r. poz. 18) (art. 37a)
  - Rozporządzenie Ministra Sportu i Turystyki z 9 kwietnia 2013 r. w sprawie uprawiania turystyki wodnej (Dz.U. z 2013 r. poz. 460)